# Bahnhof Freiberg (Neckar)
Der Bahnhof Freiberg (Neckar) (bis 31. Mai 1975 Beihingen-Heutingsheim) liegt am Streckenkilometer 19,4 der Bahnstrecke Backnang–Ludwigsburg und ist eine Station der S-Bahn Stuttgart. Bis zum Ende des Zweiten Weltkriegs zweigte hier eine Strecke nach Bietigheim ab (Formelle Stilllegung am 15. Januar 1958).

## Geschichte

### Planung und Bau
Für den Transitverkehr von Bayern nach Baden plante die Königlich Württembergische Staatsbahn ab Mitte der 1860er Jahre einen Streckenast der Murrthalbahn von Backnang nach Bietigheim, dem Ausgangspunkt der Westbahn. Er sollte über Kirchberg, Steinheim, Pleidelsheim und Großingersheim führen.
Nach dem Deutsch-Französischen Krieg 1870/71 änderte die Eisenbahndirektion diese Pläne. Denn nun sah unter anderem das Reichseisenbahnamt in Berlin verstärkt den militärstrategischen Nutzen dieser Ost-West-Verbindung. Sie galt als schnellster Weg für Militärzüge, die die in Mittelfranken stationierten Truppen an die französische Grenze befördern sollten. Bisher war vorgesehen, dass alle Züge in Bietigheim Kopfmachen müssten, was zu einer Zeitverzögerung geführt hätte. Um dies zu vermeiden, kam es nun zur Entscheidung für eine südlicher verlaufende Variante, die den Bahnhof Bietigheim von Südosten her erreichte. Ab 23. März 1873 stand endgültig fest, dass das Dorf Beihingen am Neckar eine Station erhalte. Zu einem späteren Zeitpunkt sollte hier ein Abzweig nach Ludwigsburg entstehen.

### Staatsbahnzeit
Am 8. Dezember 1879 nahm die Staatsbahn den Betrieb auf der Bahnstrecke Backnang–Bietigheim auf und eröffnete den Bahnhof Beihingen. Das damalige Empfangsgebäude existiert noch. Das Erdgeschoss besteht aus Sandstein, das Obergeschoss und der Kniestock aus Backstein.

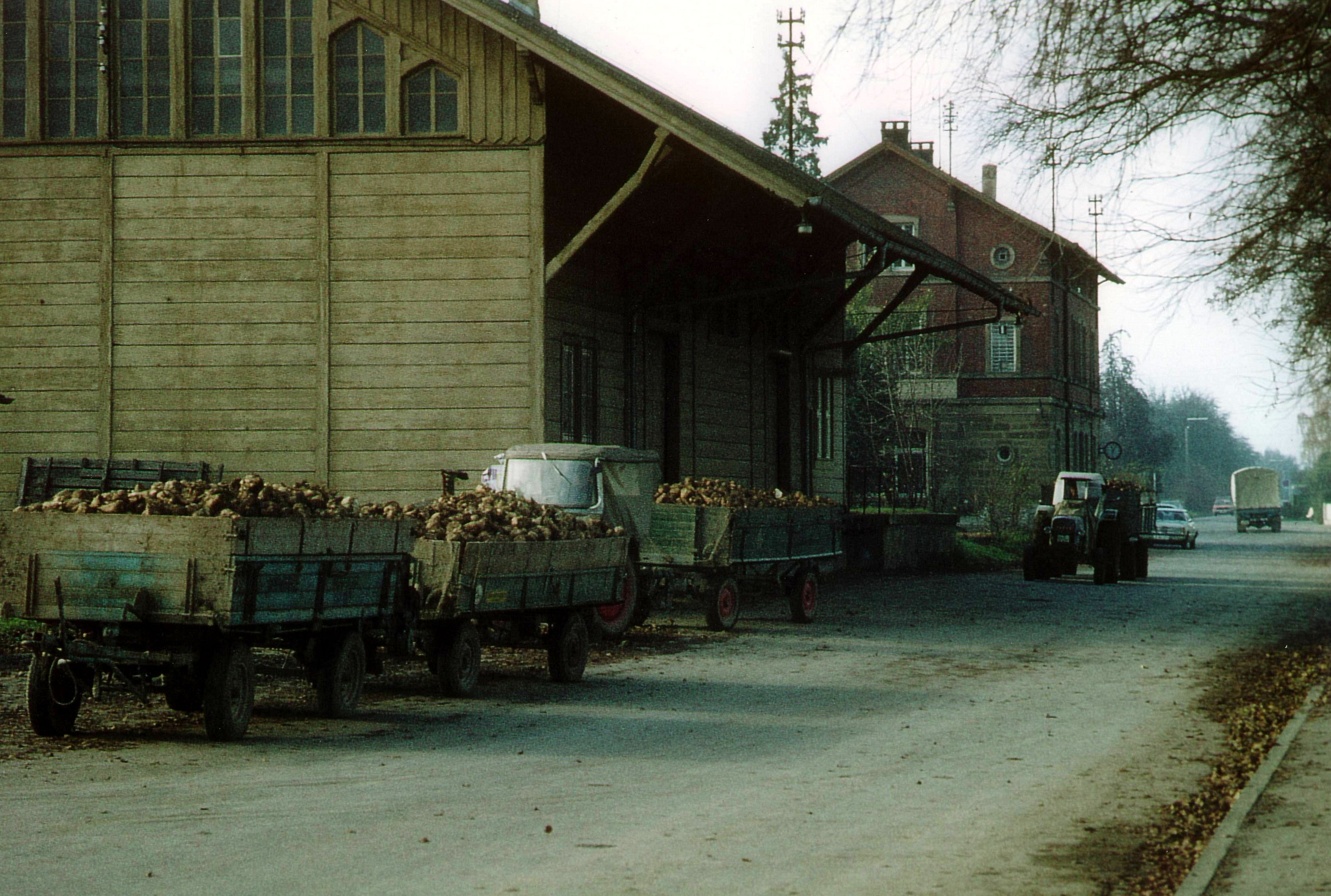
Anlieferung von Zuckerrüben im Herbst 1974

Auch der Güterschuppen, östlich des Empfangsgebäudes, ist noch erhalten. Neben landwirtschaftlichen Produkten – hauptsächlich Zuckerrüben – wurde hier auch Kies aus dem Neckar als Baumaterial verladen.
Am 25. August 1879 genehmigte der Landtag den Bau der abzweigenden Strecke nach Ludwigsburg. Ihre Inbetriebnahme am 15. Oktober 1881 machte Beihingen zu einem Eisenbahnknoten, wenn auch nur mit geringer Bedeutung. Beihingen wurde zudem als möglicher Ausgangspunkt der Bottwartalbahn vorgeschlagen, doch die Sachverständigen entschieden sich letztlich für Marbach.
Noch im 19. Jahrhundert benannte die Staatsbahn den Bahnhof in Beihingen-Heutingsheim um. Zu dieser Zeit änderte sich allmählich das Leben in den beiden Dörfern. Die Bürger, die zuvor Landwirtschaft oder ein Handwerk betrieben, suchten in auswärtigen Fabriken neue Arbeitsplätze. Zur wirtschaftlichen Verbesserung der Kiesverladung trug eine 1905 errichtete Drahtseilbahn bei, die die Steine vom Neckar zum Bahnhof beförderte. 1922 wurde sie wieder stillgelegt.

### Beihingen-Heutingsheim während des Zweiten Weltkriegs
Nach dem Kriegsausbruch am 1. September 1939 stieg noch einmal die Bedeutung der Strecke Backnang–Bietigheim für Truppentransporte zwischen den Fronten. Der Bahnhof, die Strecke und in der Nähe befindliche Züge wurden ab 1944 Ziel alliierter Luftangriffe.
Als ein Tiefflieger einen in Richtung Bietigheim verkehrenden Güterzug bombardierte, stellte die Deutsche Reichsbahn den Zugverkehr zwischen Beihingen-Heutingsheim und Bietigheim ein. Am 20. April 1945 sprengten abrückende Wehrmachtsverbände alle Eisenbahnbrücken der Umgebung, auch die über die Autobahn.

### Bundesbahnzeit
Da sich die Pendlerströme Richtung Ludwigsburg orientierten, verzichtete man nach dem Krieg auf den Wiederaufbau des Abschnitts Beihingen-Heutingsheim–Bietigheim. Die Deutsche Bundesbahn legte ihn am 15. Januar 1958 offiziell still.
Am 1. Januar 1972 schlossen sich die Gemeinden Beihingen am Neckar, Heutingsheim und Geisingen am Neckar zur Gemeinde Freiberg am Neckar zusammen. Die Bundesbahn ließ den Bahnhofsnamen Beihingen-Heutingsheim vorerst bestehen, änderte ihn aber dann zum 1. Juni 1975 in Freiberg (Neckar).
Für den künftigen S-Bahnverkehr zwischen Ludwigsburg und Marbach, modernisierte die Bundesbahn den Streckenteil. Neben der Elektrifizierung verlegte sie zwischen Favoritepark und Freiberg ein zweites Streckengleis. Am 28. September 1980 nahm die S-Bahnlinie S4 ihren Betrieb auf.

## Bahnbetrieb
Den Bahnhof bedient die Linie S4 der Stuttgarter S-Bahn. Gleis 1, am einstigen Hausbahnsteig, wird nicht mehr befahren. Auf Gleis 2 halten die S-Bahnen Richtung Ludwigsburg, auf Gleis 3 die Richtung Marbach.
Der Bahnhof Freiberg (Neckar) gehört bei der Deutschen Bahn AG zur Preisklasse 5.

### S-Bahn
| Linie | Strecke                                                                       |
| ----- | ----------------------------------------------------------------------------- |
| S 4   | Backnang – Marbach – Ludwigsburg – Zuffenhausen – Hauptbahnhof – Schwabstraße |